# Charles Mayer
Charles Mayer (Molsheim, 7 gennaio 1882 – Sonoma, 5 maggio 1972) è stato un pugile statunitense.
Partecipò alle gare di pugilato dei pesi medi e dei pesi massimi ai Giochi olimpici di Saint Louis 1904. Vinse la medaglia d'oro nella categoria pesi medi e la medaglia d'argento nella categoria pesi massimi.
Nel 1905 fu campione nazionale dilettante dei pesi medi.

## Palmarès
In carriera ha conseguito i seguenti risultati:
- Giochi olimpici

St. Louis 1904: una medaglia d'oro nella categoria pesi medi e una medaglia d'argento nella categoria pesi massimi.